# Ondrej Šedo
Ondrej Šedo (* 1921) je bývalý slovenský fotbalista, záložník.

## Fotbalová kariéra
V československé lize hrál za ŠK Žilina. V lize nastoupil v 89 utkáních. V roce 1948 nastoupil v 1 utkáních za reprezentační B družstvo.

## Ligová bilance
| Ročník                                     | Zápasy | Góly | Klub           |
| ------------------------------------------ | ------ | ---- | -------------- |
| Státní liga 1945/46                        | -      | -    | ŠK Žilina      |
| Státní liga 1946/47                        | -      | -    | ŠK Žilina      |
| Státní liga 1947/48                        | -      | -    | ŠK Žilina      |
| Státní liga 1948                           | -      | -    | ŠK Žilina      |
| Celostátní československé mistrovství 1949 | -      | -    | Slovena Žilina |
| CELKEM                                     | 89     | -    |                |